# فرانك هيلر (لاعب كرة قاعدة)
فرانك هيلر (بالإنجليزية: Frank Hiller)‏ هو لاعب كرة قاعدة أمريكي، ولد في 13 يوليو 1920 في إيرفينغتون ‏ في الولايات المتحدة، وتوفي في 8 يناير 1987 في وست تشستر ‏ في الولايات المتحدة.

## وصلات خارجية
- فرانك هيلر على موقع دوري كرة القاعدة الرئيسي (الإنجليزية)
- فرانك هيلر على موقعبيزبول رفرنس.كوم (الدوري الرئيسي) (الإنجليزية)
- فرانك هيلر على موقعبيزبول رفرنس.كوم (الدوري الثانوي) (الإنجليزية)